# Колонич, Дьёрдь
Дьёрдь Ко́лонич (венг. Kolonics György; 4 июня 1972 года, Будапешт, Венгрия — 15 июля 2008 года, там же) — венгерский спортсмен, специалист в гребле на каноэ. Двукратный олимпийский чемпион, пятнадцатикратный чемпион мира, один из наиболее известных и титулованных спортсменов Венгрии, самый титулованный каноист современности.
Начал заниматься греблей в будапештском клубе «Спартак», затем перешёл в клуб «Чепель». Впервые выступил за национальную сборную на чемпионате мира 1991 года в неолимпийской дисциплине каноэ-четвёрке.
На Олимпийских играх в Барселоне 1992 года Колонич выступил в каноэ-двойке в паре с Аттилой Палижем. На 500-метровой дистанции пара стала пятой, а на дистанции вдвое длиннее — седьмой. После Олимпиады Колонич сменил партнёра и начал выступать с Чабой Хорватом. Новая пара сразу вышла на лидирующие позиции в мире — в 1993 году венгерская каноэ-двойка выиграла чемпионат мира, эта победа стала первой в длинной череде успехов. На чемпионатах мира 1994 и 1995 годов пара Колонич-Хорват ещё четыре раза становилась первой.
К Олимпийским играм в Атланте 1996 года Колонич и Хорват подошли одними из фаворитов, в особенности на 500 метрах. В напряжённейшем олимпийском финале на пятисотметровке победу над их главными соперниками, молдавской парой Николай Журавский — Виктор Ренейский, венгерским гребцам принёс фотофиниш. На дистанции 1000 метров Колонич и Хорват стали третьими.
С 1993 по 1998 год Колонич и Хорват на дистанции 500 метров уступили лишь дважды. Всего эта пара 11 раз первенствовала на чемпионатах мира на обеих дистанциях.
В 1998 году Чаба Хорват завершил свою гребную карьеру. Колонич пересел в одиночное каноэ, где его карьера также складывалась успешно.
На Олимпийских играх в Сиднее 2000 года он в блестящем стиле победил на дистанции 500 метров, опередив второго призёра россиянина Максима Опалева на секунду.
После Сиднея Дьёрдь Колонич вернулся к стартам в каноэ-двойках, его партнёром стал молодой Дьёрдь Козманн. В 2004 году 32-летний Колонич поехал на свою четвёртую Олимпиаду в Афинах. Пара Колонич/Козманн завоевала в Афинах бронзу на дистанции 1000 метров. На чемпионатах мира 2006 и 2007 годов они ещё трижды становились первыми, таким образом, общее число выигранных Дьёрдем Колоничем золотых медалей мировых первенств составило рекордную цифру — 15.
Пара интенсивно готовилась к Олимпийским играм в Пекине 2008 года, где намеревалась стартовать на обеих дистанциях. Для венгерского ветерана эти Игры должны были бы стать уже пятыми. Колонич был одним из главных кандидатов на роль знаменосца сборной Венгрии на церемонии открытия Игр.
Дьёрдь Колонич трагически скончался 15 июля 2008 года в Будапеште во время тренировки. Спортсмен почувствовал себя плохо и потерял сознание. Прибывшие медики констатировали тяжелейший сердечный приступ и не смогли спасти гребца.

## Источник
- При написании статьи использован материал английской википедии.